# John Hobbs (Missionar)

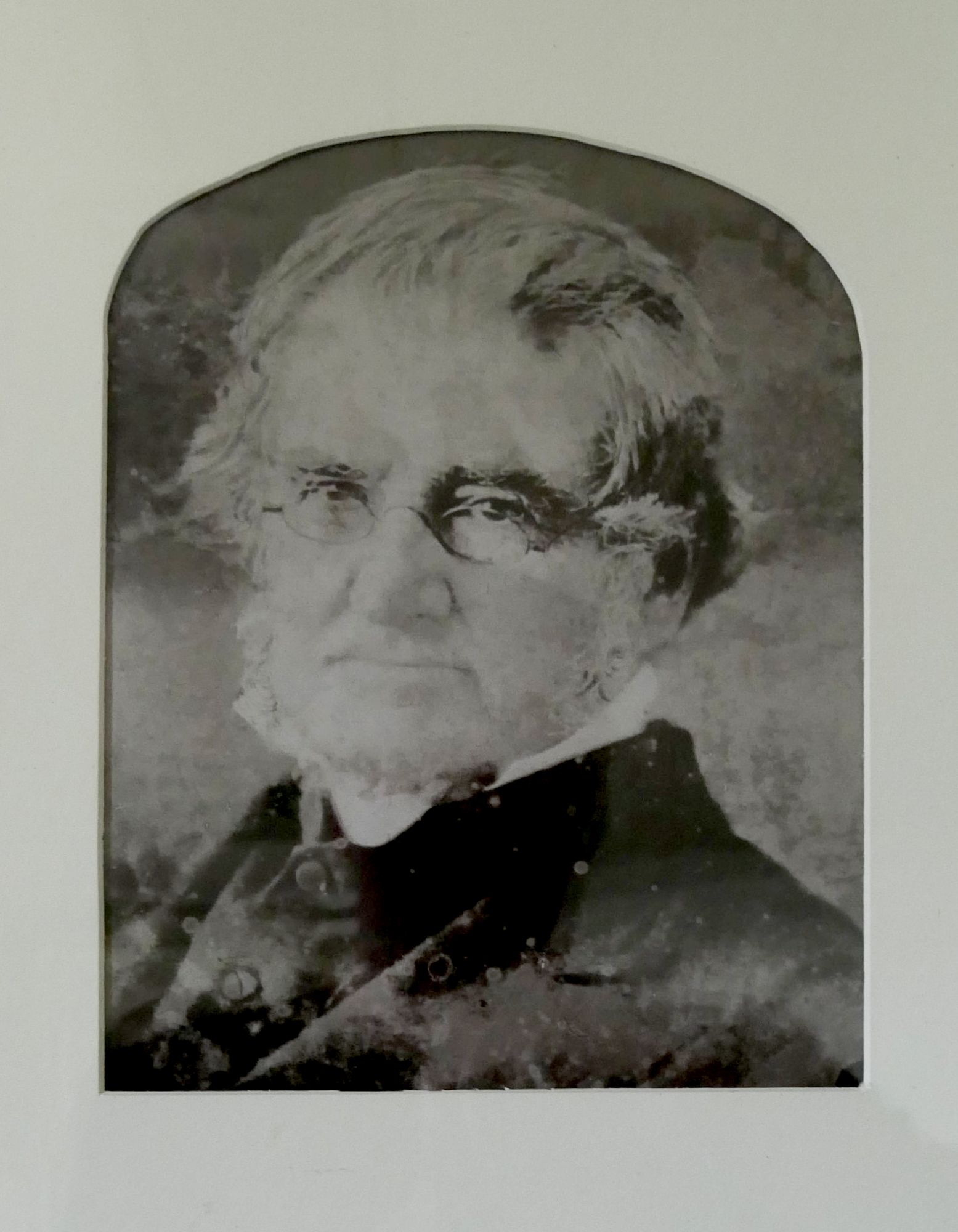
John Hobbs in seinen späteren Jahren

John Hobbs (* 22. Februar 1800 in St Peter’s, Isle of Thanet, Kent, England; † 24. Juni 1883 in Auckland, Neuseeland) war ein englisch-neuseeländischer Missionar der Wesleyan Mission und Mitorganisator der zweiten Versammlung zur Vertragsunterzeichnung des Vertrags von Waitangi im Māngungu Mission House in Hokianga.

## Leben
John Hobbs wurde am 22. Februar 1800 als Sohn von Elizabeth Palmer und ihrem Ehemann, Richard Hobbs, einem Kutschenmacher, Hersteller von Geräten für die Landwirtschaft und Laienprediger der Wesleyan Church, in St. Peter's auf der Isle of Thanet der Grafschaft Kent in England geboren. Hobbs lernte das Handwerk und das Geschäft seines Vaters, wurde im September 1816 Mitglied in derselben Kirchengemeinde und 1819 deren Laienprediger.
Im Alter von 22 Jahren zog es Hobbs in das damalige Van Diemen's Land (Tasmanien), um dort Sträflingen zu helfen. Samuel Marsden, seinerzeit Geistlicher in New South Wales wurde auf ihn aufmerksam und versuchte ihn für seine Church Missionary Society zu gewinnen. Doch Nathaniel Turner, Missionar der Wesleyan Mission gewann ihn für eine Mission in Neuseeland. Hobbs segelte zusammen mit den Missionaren Samuel Marsden, Henry Williams und Nathaniel Turner und ihren Familien von Sydney aus auf der Brampton nach Neuseeland, wo sie am 3. August 1823 die Bay of Islands erreichten. Dort trafen Hobbs und Turner in der Missionsstation in Kaeo, die die erste ihrer Art in Neuseeland war, auf die Missionare Samuel Leigh, William White und James Stack.
1827 wurde die Mission wegen ständiger Angriffe seitens der Māori aufgegeben und Hobbs reiste zunächst zurück nach Sydney, wo er am 14. August 1827 Jane Broggref heiratete, die aus Ramsgate und damit ebenfalls aus Kent stammte. Aus ihrer Ehe gingen sieben Kinder hervor, zwei Söhne und fünf Töchter.
Nachdem Hobbs ordiniert worden war, ging er mit seiner Familie im Oktober 1827 zurück nach Neuseeland. Unter dem Schutz des Māori-Chiefs der Ngati Hao, Patuone, eröffnete Hobbs in Māngungu eine neue Missionsstation. Auf dem zuvor gekauften Land legte er einen Garten und eine Obstplantage an. Doch Spannungen zwischen White und ihm führten dazu, dass Hobbs von der Leitung seiner Kirche gemaßregelt und am 6. Juni 1833 für die Missionsarbeit nach Tonga geschickt wurde. Dort erlernte er die Sprache der Einheimischen und nutzte sein Kenntnisse in Medizin. Doch als seine Frau im Februar 1838 erkrankte, gingen sie zurück nach Neuseeland.
Zurück in Māngungu, war Hobbs die treibende Kraft für den Neubau des Missionshauses, nachdem das alte Haus am 19. August 1838 durch ein Feuer zerstört wurde. Hobbs war es auch, der zur zweiten Versammlung zur Vertragsunterzeichnung des Vertrags von Waitangi für  12. Februar 1840 die Māori-Chiefs der Region einlud und dem stellvertretenden Gouverneurs William Hobson als Übersetzer und Vermittler diente.
Hobbs unternahm insgesamt zwei Reisen in Neuseeland, eine im Jahr 1839 mit seinem Superintendenten John Bumby zum East Cape, nach Port Nicholson (Wellington), zur Te Koko-o-Kupe / Cloudy Bay, zur Kapiti Coast, Taranaki und Kawhia und eine weitere 1848 nach Wanganui um seine Tochter Emma und ihren Mann zu besuchen, die dort ebenfalls eine Mission leiteten.
An Rheuma erkrankt verließ Hobbs 1855 seine Missionsstation und ging nach Auckland. Dort widmete er sich der Musik und schuf mit seinem handwerklichen Geschick zwei Orgeln. Hobbs blieb in Auckland, wo er am 24. Juni 1883 verstarb. Er wurde auf dem Friedhof im Stadtteil Grafton beigesetzt, dort wo auch Gouverneur William Hobson seine letzte Ruhe fand.